# Course de côte Rossfeld - Berchtesgaden
La Course de côte Rossfeld - Berchtesgaden (ou Internationale AvD Alpen-Bergpreis Roßfeld-Berchtesgaden) était une compétition automobile allemande pour voitures de course dans la discipline des  courses de côte, courue durant la première quinzaine de juin près de la frontière autrichienne dans les Alpes de Berchtesgaden orientales, où culmine l'éperon Rossfeld à 1 537 mètres d'altitude dans le massif de Göll (de). Elle était organisée par le Berchtesgadener Automobilclub (le BAC), et par l'Automobilclub von Deutschland (l'AvD).

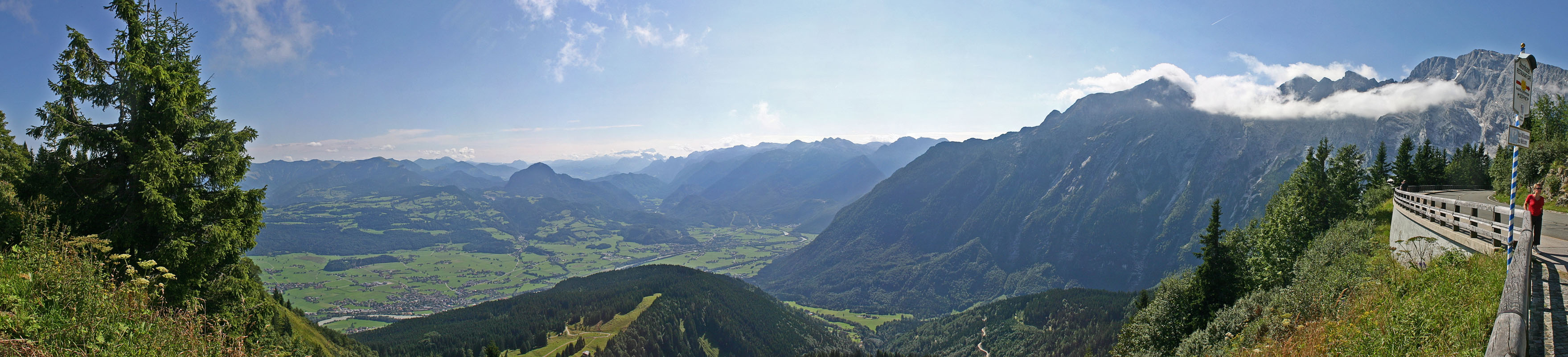
Vue panoramique depuis la route de Rossfeld.

## Histoire

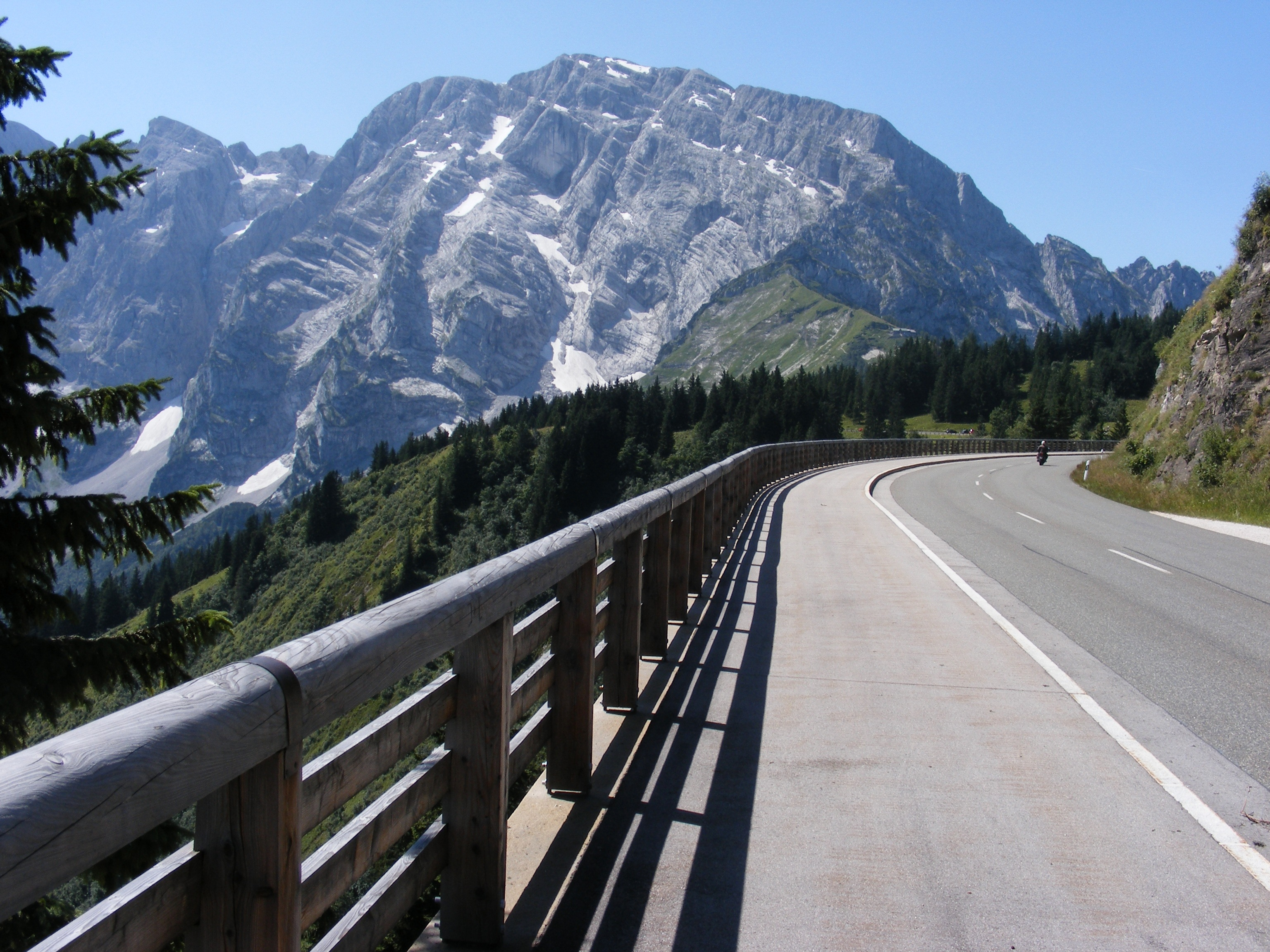
La Roßfeldhöhenringstraße ("haute route circulaire de Rossfeld").

De 1925 à 1928 ont déjà lieu des courses de montagne entre Berchtesgaden et l'Obersalzberg, dites Salzbergrennen, notamment animées par le duel Hans Stuck / Rudolf Caracciola en 1928.
La Roßfeldrennen proprement dite commence en 1958. Elle empruntait le trajet de la Roßfeldhöhenringstraße (de), désormais appelée la Roßfeld-Panoramastraße et qui a aussi été le lieu de manifestations vintage, les Roßfeld Historics, de 1998 à 2010 grâce au couple Günter et Heidi Hansmann. La pente maximale est de 13%, cette route étant la seule d'Allemagne carrossable toute l'année (construite entre 1938 et 1955).
Elle a fait partie du Championnat d'Europe de la montagne entre 1961 et 1977. Gerhard Mitter l'a remportée trois fois dans ce cadre.
Elle a aussi été intégrée au Championnat du monde des voitures de sport à trois reprises, en 1963 (vainqueur l'Allemand Edgar Barth), en 1964 (vainqueur également Barth). et en 1965 (vainqueur son compatriote Gerhard Mitter), avec un triplé local de la marque Porsche (et sept victoires continentales).
Le 8 juin 1968, Ludovico Scarfiotti sur Porsche 910 Bergspyder s'est tué lors d'un entraînement sur place, en vue de la compétition.
La Roßfeldrennen a cessé en 1974 à cause du premier choc pétrolier pour des raisons économiques, malgré une tentative de reprise en 1977.

## Palmarès européen

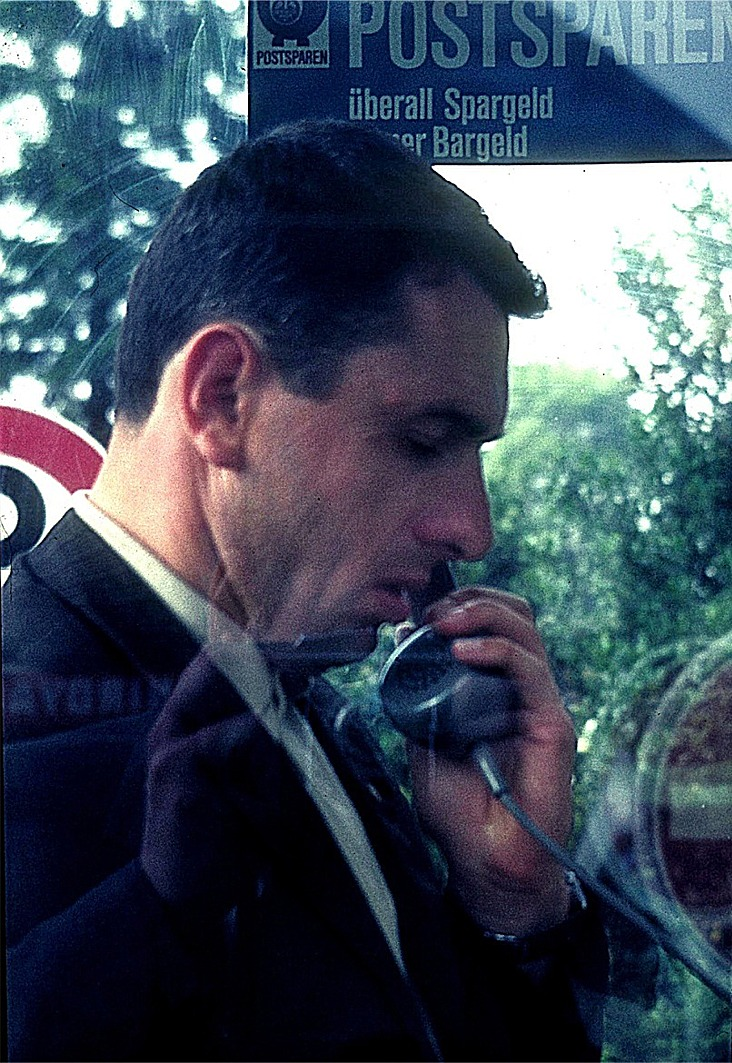
Gerhard Mitter en 1968 (décédé l'année suivante).

| Année | Vainqueur        | Voiture                  |
| ----- | ---------------- | ------------------------ |
| 1961  | Heini Walter     | Porsche RS1600           |
| 1963  | Edgar Barth      | Porsche 356B Carrera GTL |
| 1964  | Edgar Barth      | Elva Mk.7                |
| 1965  | Gerhard Mitter   | Porsche 904/8 Bergspyder |
| 1966  | Gerhard Mitter   | Porsche 904/8 Bergspyder |
| 1967  | Rolf Stommelen   | Porsche 910/8 Bergspyder |
| 1968  | Gerhard Mitter   | Porsche 910/8 Bergspyder |
| 1969  | Peter Schetty    | Ferrari 212 E Montagna   |
| 1971  | Johannes Ortner  | Fiat Abarth 3000         |
| 1973  | Reinhold Joest   | Porsche 908/3            |
| 1977  | Christian Debias | Ralt RT1                 |